# Eparchia połocka i głębocka

Eparchia połocka i głębocka na tle podziału administracyjnego Egzarchatu Białoruskiego

Eparchia połocka i głębocka (Полоцкая и Глубокская епархия) – jedna z eparchii Egzarchatu Białoruskiego Patriarchatu Moskiewskiego, z siedzibą w Połocku. Jej obecnym ordynariuszem jest biskup połocki i głębocki Ignacy (Łukowicz), zaś funkcję katedry pełni sobór Objawienia Pańskiego w Połocku.

## Historia
Erygowana w 1833 administratura Rosyjskiego Kościoła Prawosławnego nawiązuje do tradycji istniejącej przed zawarciem unii brzeskiej archieparchii połockiej. Funkcjonowała do 1935, ponownie reaktywowana została w 1989. W 2012 r. podlegało jej 100 parafii, dysponujących łącznie 105 budynkami sakralnymi, obsługiwanych przez 59 kapłanów. W strukturach eparchii działają także dwa klasztory:
- monaster św. Pantelejmona w Brasławiu, żeński
- monaster św. Michała Archanioła w Głębokiem, żeński[2].

Żeński monaster Przemienienia Pańskiego i św. Eufrozyny Połockiej w Połocku od 2015 podlega bezpośrednio egzarsze Białorusi.

## Dekanaty
Eparchia dzieli się na 10 dekanatów:
- brasławski
- dokszycki
- głębocki
- miorski
- połocki
- postawski
- rossoński
- szarkowszczyński
- uszacki
- wierchniedźwiński.

## Biskupi połoccy[1]
- Smaragd (Kryżanowski), 1833–1837
- Izydor (Nikolski), 1837–1840
- Bazyli (Łużyński), 1840–1866
- Sawa (Tichomirow), 1866–1874
- Wiktoryn (Lubimow), 1874–1882
- Marceli (Popiel), 1882–1889
- Antonin (Dierżawin), 1889–1893
- Aleksander (Zakke-Zakkis), 1893–1899
- Tichon (Nikanorow), 1899–1902
- Serafin (Mieszczeriakow), 1901–1911
- Nikodem (Bokow), 1911–1913
- Włodzimierz (Putiata), 1913–1914
- Innocenty (Jastriebow), 1914–1915
- Kirion (Sadzagliszwili), 1915–1917
- Innocenty (Jastriebow), 1917–1918
- Serafin (Aleksandrow), 1918
- Jan (Pommers), 1918
- Innocenty (Jastriebow), 1918–1926
- Aleksy (Buj), 1926
- Paulin (Kroszeczkin), 1926–1927
- Gabriel (Wojewodin), 1927–1928
- Mikołaj (Pokrowski), 1931–1932
- Tichon (Rusinow), 1933–1935
- Atanazy (Martos), 1941–1944 – jurysdykcja Białoruskiego Kościoła Prawosławnego
- Dymitr (Drazdou), 1989-1992
- Gleb (Sawin), 1992–1996
- Teodozjusz (Bilczenko), 1997–2019
- Ignacy (Łukowicz), od 2019[5]